# Juegos de amor y poder
Juegos de amor y poder est une telenovela mexicaine produite par Televisa d'abord diffusée au États-Unis entre le 17 mars 2025 et le 30 juin 2025 sur Univision et diffusée au Mexique entre le 31 mars 2025 et le 4 juillet 2025 sur Las Estrellas,.

## Synopsis
Luciana, une psychologue, est partagée entre l’amour et la loyauté. Après avoir été sauvée d’un vol par le procureur Roberto Roldán, une forte connexion naît entre eux. Cependant, Roberto enquête sur un délit de fuite impliquant Adrián Ferrer, dont le père, Enrique Ferrer, est candidat à la présidence et également le parrain de Luciana. À mesure que Roberto se rapproche de la vérité, l’avenir politique d’Enrique est menacé. Luciana devra choisir entre soutenir Roberto dans sa quête de justice ou protéger sa famille.

## Distribution
- Arap Bethke : Roberto Roldán
- Claudia Martín : Luciana Espinoza[3]
- Mayrín Villanueva : Inés Avendaño[4]
- Eduardo Santamarina : Enrique Ferrer[4]
- Alejandra Barros : Mariana Avendaño
- Lorena Graniewicz :  Karina Cortés
- Sylvia Pasquel : Sofía Durán[5]
- Juan Soler : Leonardo Vidal
- Alejandro Tommasi : Francisco Avendaño
- Omar Germenos : Mateo Solís
- Lambda García : Patricio Ferrer Avendaño
- Alan Slim : Germán Torres[6]
- Juan Carlos Barreto : Quirino Hernández
- Arleth Terán : Bertha Rodríguez
- Adriana Williams : Victoria Jiménez
- Erik Díaz : Joaquín Rivas
- Gabriela Platas : Elena Leal
- Mauricio Pimentel : Omar Saldaña
- Edward Castillo : Daniel Saldaña
- Paola Toyos : Rebeca
- Roberto Mateos : Luis
- Rodolfo Arias : Manolo
- Ariana Saavedra : Alexandra Muñoz
- Carlos Said : Memo Solís[6]
- Cinthia Aparicio :  Natalia
- Paulina R. Menéndez : Susana
- Ana de Villa : Fabiola Briseño
- Vane Olaguerra : Clara
- Tristan Maze : Adrián Ferrer Avendaño
- Olivia Duflos : Gaby Roldán

## Production

### Développement
En août 2024, il a été rapporté que Carlos Bardasano avait entamé la préproduction de son nouveau projet. Contrairement à ses précédents travaux avec TelevisaUnivision, il s'agit du premier qu’il réalise seul après avoir quitté la société de production W Studios. Le 14 octobre 2024, les acteurs Claudia Martín et Arap Bethke ont été confirmés dans les rôles principaux. Le tournage a débuté le 17 octobre 2024. Le 20 janvier 2025, un incendie s’est déclaré pendant le tournage dans des bureaux situés au 18e étage d’un immeuble sur Paseo de la Reforma, à la suite d’un court-circuit électrique. Plusieurs membres de l’équipe de production y compris des acteurs ont été hospitalisés pour inhalation de fumée. Le tournage de la télénovela s’est terminé le 13 février 2025.

### Diffusion
Aux États-Unis, la télénovela a été diffusée pour la première fois sur Univision le 17 mars 2025, en remplacement de l’émission C.D.I. Código de investigación. Au Mexique, la télénovela a été diffusée deux semaines après sa première diffusion aux États-Unis  sur Las Estrellas le 31 mars 2025, en remplacement de El gallo de oro.

## Autres versions
- Juegos de poder (2019)